# Organon (Aristoteles)

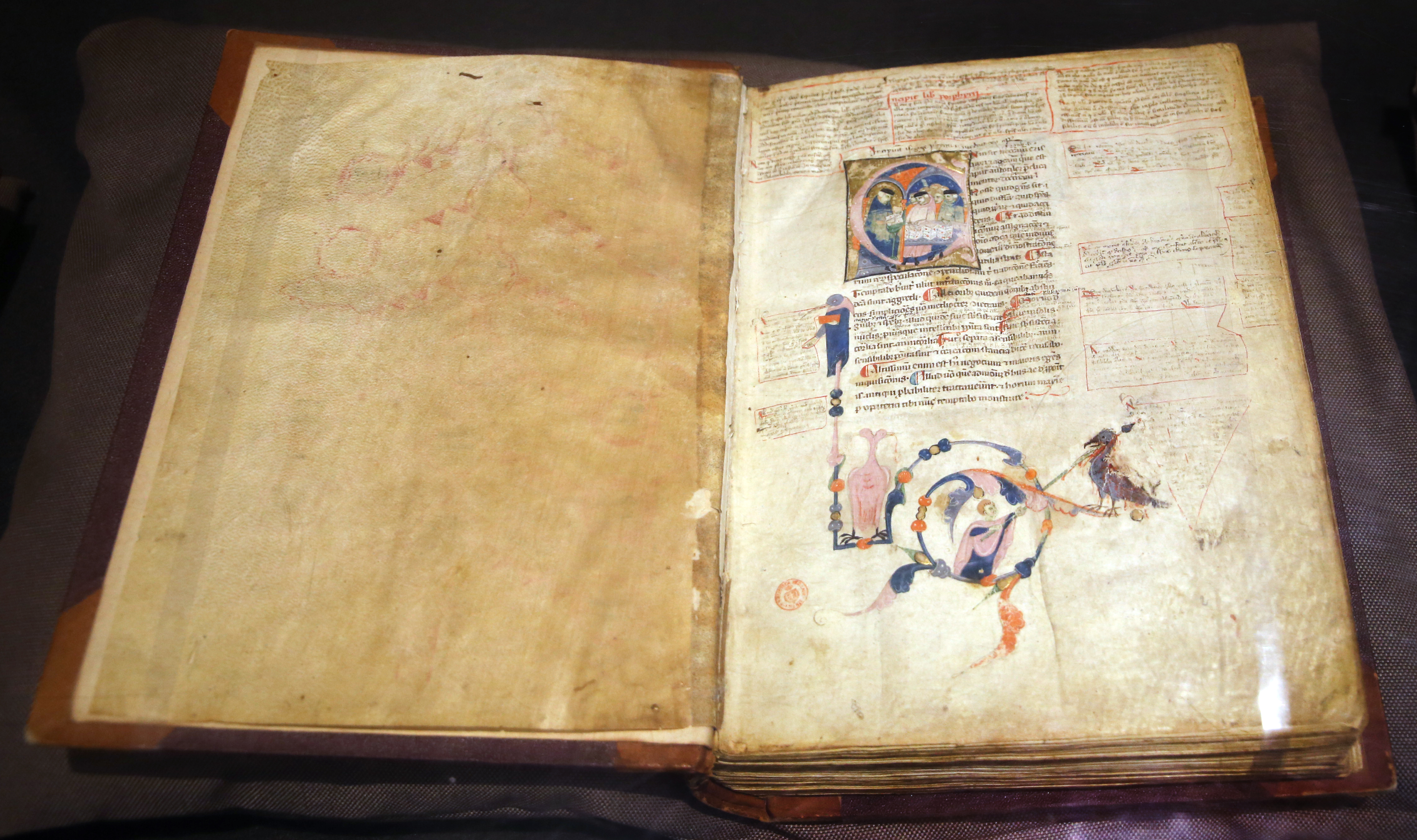

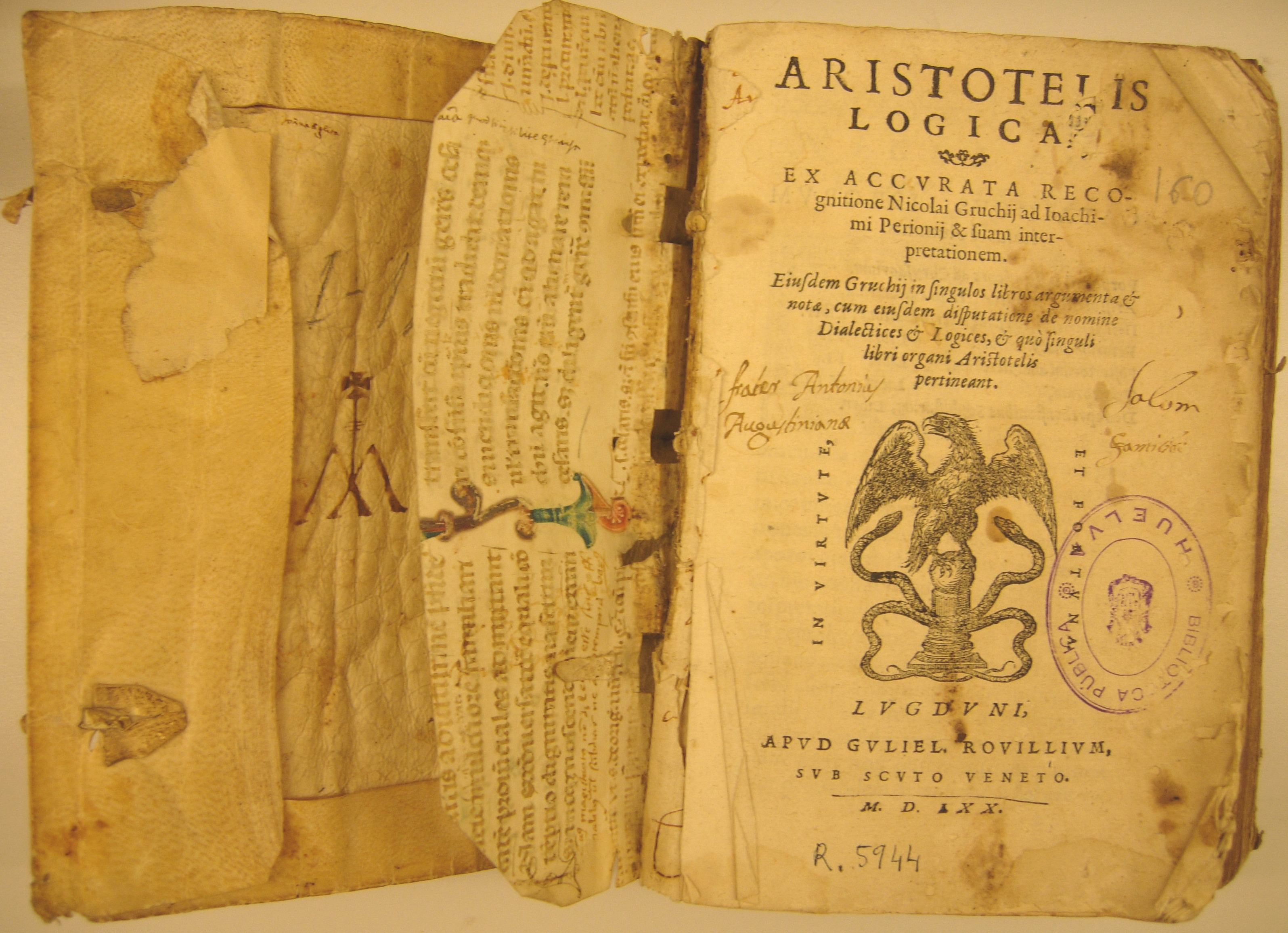
Uitgave van Aristoteles' Logica uit 1570.

Het Organon - Oudgrieks voor werktuig of methode - is de naam van de verzameling logische geschriften van de Griekse filosoof en wetenschapper Aristoteles. De titel 'Organon' is niet door Aristoteles zelf aan deze collectie geschriften gegeven, maar door volgelingen van Aristoteles die les van hem hadden gekregen aan de Peripatetische School. 
Het werk bestaat uit de zes delen, waarbij het derde, vierde en vijfde deel uit meer boeken bestaan. Deze zes delen zijn:
1. Over de categorieën, over de mogelijke vormen die het subject en predicaat van een propositie kunnen hebben
2. Over de interpretatie, over propositie
3. Analytica priora, over opbouw en structuur van redeneringen
4. Analytica posteriora, over kennisverwerving
5. Topica, over dialectiek
6. Sofistische weerleggingen, over drogredeneren.

Het logische systeem, dat in Over de Interpretatie en Analytica priora wordt beschreven, en de toevoegingen daarna worden vaak onder de klassieke logica geschaard.
Het werk van Aristoteles werd in de middeleeuwen als het logische en methodologische werktuig beschouwd om de filosofie en de wetenschappen te beoefenen. Er werd pas in de Renaissance aan de bruikbaarheid ervan getwijfeld en werden er alternatieven geformuleerd. Voorbeelden zijn het Novum organum van Francis Bacon uit 1620 en de Discours de la Méthode van René Descartes uit 1637.